# Amrumer Straße
Amrumer Straße – stacja metra w Berlinie na linii U9, w dzielnicy Wedding, w okręgu administracyjnym Mitte. Stacja została otwarta w 1961. Nazwa jej  pochodzi od niemieckiej wyspy Amrum.